# فلیکس واینگارتنر
فلیکس واینگارتنر ایدلر (آلمانی: Felix Weingartner؛ ۲ ژوئن ۱۸۶۳ – ۷ مه ۱۹۴۲) یک رهبر ارکستر، آهنگساز، نوازنده پیانو، و نویسنده اهل اتریش بود.
او نخستین رهبر ارکستری است که تمامی نه سمفونی لودویگ فان بتهوون را برای فروش در بازار ضبط و دومین رهبر ارکستری است که پس از لئوپولد استوکوفسکی، هر چهار سمفونیِ یوهانس برامس را ضبطِ تجاری نمود.
وی شاگردان برجستهٔ فراوانی تربیت کرد از آن میان، می‌توان به یوزف کریپس و «آندژی پانوفنیک» اشاره کرد.